# Episodi di Harry Wild - La signora del delitto (seconda stagione)
La seconda stagione della serie televisiva britannica e irlandese Harry Wild - La signora del delitto (Harry Wild), composta da 6 episodi, è stata distribuita in prima visione nel Regno Unito sul servizio di streaming Acorn TV dal 9 ottobre al 6 novembre 2023.
In Germania la stagione è stata distribuita sul servizio di streaming ZDFmediathek il 29 ottobre 2023 e trasmessa su ZDF dal 5 al 19 novembre 2023.
In Italia la stagione è andata in onda su Rete 4 dal 23 agosto al 6 settembre 2024: i primi due episodi sono andati in onda in prima serata, mentre i rimanenti quattro episodi in seconda serata, in seguito ai bassi ascolti dei primi due episodi.
| n° | Titolo originale                                             | Titolo tedesco                | Titolo italiano        | Pubblicazione   | Pubblicazione   | Prima TV         | Prima TV         |
| n° | Titolo originale                                             | Titolo tedesco                | Titolo italiano        | Regno Unito     | Germania        | Germania         | Italia           |
| -- | ------------------------------------------------------------ | ----------------------------- | ---------------------- | --------------- | --------------- | ---------------- | ---------------- |
| 1  | Silence Dogood Did Bad                                       | Familienangelegenheiten       | L'assassino invisibile | 9 ottobre 2023  | 29 ottobre 2023 | 5 novembre 2023  | 23 agosto 2024   |
| 2  | The Village Has Eyes                                         | Ein teuflischer Plan          | Legami di famiglia     | 9 ottobre 2023  | 29 ottobre 2023 | 5 novembre 2023  | 23 agosto 2024   |
| 3  | A Botox a Day Keeps the Mortician in Pay                     | Die Schönen und das Biest     | L'amica velenosa       | 16 ottobre 2023 | 29 ottobre 2023 | 12 novembre 2023 | 30 agosto 2024   |
| 4  | Orla Wild's Wicked Wicked Ways                               | Jäger des verlorenen Schatzes | Il cacciatore          | 23 ottobre 2023 | 29 ottobre 2023 | 12 novembre 2023 | 30 agosto 2024   |
| 5  | Professor Wild in the Library with the Revolver              | Das perfekte Mords-Dinner     | Delitto con sorpresa   | 30 ottobre 2023 | 29 ottobre 2023 | 19 novembre 2023 | 6 settembre 2024 |
| 6  | He Could've Been a Contender until They Chopped His Arms Off | Boxer Freddie, voll zerlegt   | Un fragile rientro     | 6 novembre 2023 | 29 ottobre 2023 | 19 novembre 2023 | 6 settembre 2024 |

## L'assassino invisibile
- Titolo originale: Silence Dogood Did Bad
- Titolo tedesco: Familienangelegenheiten
- Diretto da: Rob Burke e Ronan Burke
- Scritto da: David Logan e Jo Spain

### Trama
- Ascolti Italia: telespettatori 347 000 – share 2,90%[6].

## Legami di famiglia
- Titolo originale: The Village Has Eyes
- Titolo tedesco: Ein teuflischer Plan
- Diretto da: Rob Burke e Ronan Burke
- Scritto da: David Logan e Jo Spain

### Trama
- Ascolti Italia: telespettatori 347 000 – share 2,90%[6].

## L'amica velenosa
- Titolo originale: A Botox a Day Keeps the Mortician in Pay
- Titolo tedesco: Die Schönen und das Biest
- Diretto da: Rob Burke e Ronan Burke
- Scritto da: David Logan e Jo Spain

### Trama
- Ascolti Italia: telespettatori 130 000 – share 2,60%[7].

## Il cacciatore
- Titolo originale: Orla Wild's Wicked Wicked Ways
- Titolo tedesco: Jäger des verlorenen Schatzes
- Diretto da: Rob Burke e Ronan Burke
- Scritto da: David Logan e Jo Spain

### Trama
- Ascolti Italia: telespettatori 130 000 – share 2,60%[7].

## Delitto con sorpresa
- Titolo originale: Professor Wild in the Library with the Revolver
- Titolo tedesco: Das perfekte Mords-Dinner
- Diretto da: Rob Burke e Ronan Burke
- Scritto da: David Logan e Jo Spain

### Trama
- Ascolti Italia: telespettatori 136 000 – share 2,60%[8].

## Un fragile rientro
- Titolo originale: He Could've Been a Contender until They Chopped His Arms Off
- Titolo tedesco: Boxer Freddie, voll zerlegt
- Diretto da: Rob Burke e Ronan Burke
- Scritto da: David Logan e Jo Spain

### Trama
- Ascolti Italia: telespettatori 136 000 – share 2,60%[8].